# Festuca sudanensis
Festuca sudanensis är en gräsart som beskrevs av Evgenii Borisovich Alexeev. Festuca sudanensis ingår i släktet svinglar, och familjen gräs.
Artens utbredningsområde är Sudan. Inga underarter finns listade i Catalogue of Life.